# Firth of Fifth
Firth of Fifth is een nummer van Genesis. Het is afkomstig van hun album Selling England by the Pound.
De titel van het nummer is een woordgrap op Firth of Forth. Een firth is een zeebaai, de Forth een rivier. Qua uitspraak lijkt Forth veel op Fourth (vierde) en daar zit de grap: Fifth zou de volgende moeten zijn. Het album Selling England by the Pound heeft een enigszins nostalgisch karakter. Het Verenigd Koninkrijk dreigde op te gaan in de Europese Economische Gemeenschap; tevens daalde het Britse pond behoorlijk in waarde.
Als auteurs van het lied werden alle leden van de groep genoemd; dat was echter toen de gewoonte. Achteraf bleek dat Banks het overgrote deel van de muziek heeft geschreven en dat Banks en Rutherford de tekst in elkaar hadden gezet. De heren waren er achteraf niet zo blij mee. Banks noemde het zo ongeveer zijn slechtste liedtekst ("crap"). Hijzelf kon ook niet precies zeggen waar het lied over gaat en er doen verschillende verhalen de ronde. Banks en Rutherford hielden zich afzijdig in de discussie. Voor de fans van Genesis deed de discussie er ook niet toe, zij waren vooral weg van de instrumentale soli van zowel de fluitist (later bij gebrek aan Gabriel toetsenist) en gitarist. Gezien de uitgesponnen gitaarsolo, lijkt Hackett dus wel degelijk enige invloed te hebben gehad. Hackett vertelde in zijn autobiografie dat de enkele lang aangehouden tonen geïnspireerd zijn op een door hem gevolgde vogelvlucht, waarbij de vogel alleen gebruikte van de thermiek. Ook opvallend zijn de duidelijke breaks in de slagwerkpartij. 
Het nummer begint met een instrumentaal intro van Banks zelf. Het ritme en de maatsoort wisselen daar constant. Gabriel (later Collins) zingt vervolgens de tekst waarna het instrumentale deel komt. Dat deel bestaat grotendeels uit herhalingen van de eerste fluitsolo. Na het instrumentale gedeelte "stroomt de rivier naar de zee" en volgt nog een outro van Banks. 
Tijdens de tournees volgend op de uitgifte van Selling England kon het nummer niet goed live gespeeld worden. De RMI Electra Piano die op de langspeelplaat gebruikt werd, was niet stabiel genoeg. Doordat de ontwikkelingen bij de synthesizers snel gingen, was het vrij snel daarna wel uitvoerbaar. De gitaarsolo wordt bij liefhebbers van gitaarmuziek als groots beschouwd. Zij waren dan ook angstig dat het nummer verloren dreigde te gaan toen Hackett aangaf Genesis te verlaten. De eerste tournee daarna bleek dat zijn opvolger Daryl Stuermer (een van oorsprong jazz/jazzrockgitarist) de solo ook goed in de vingers had. 

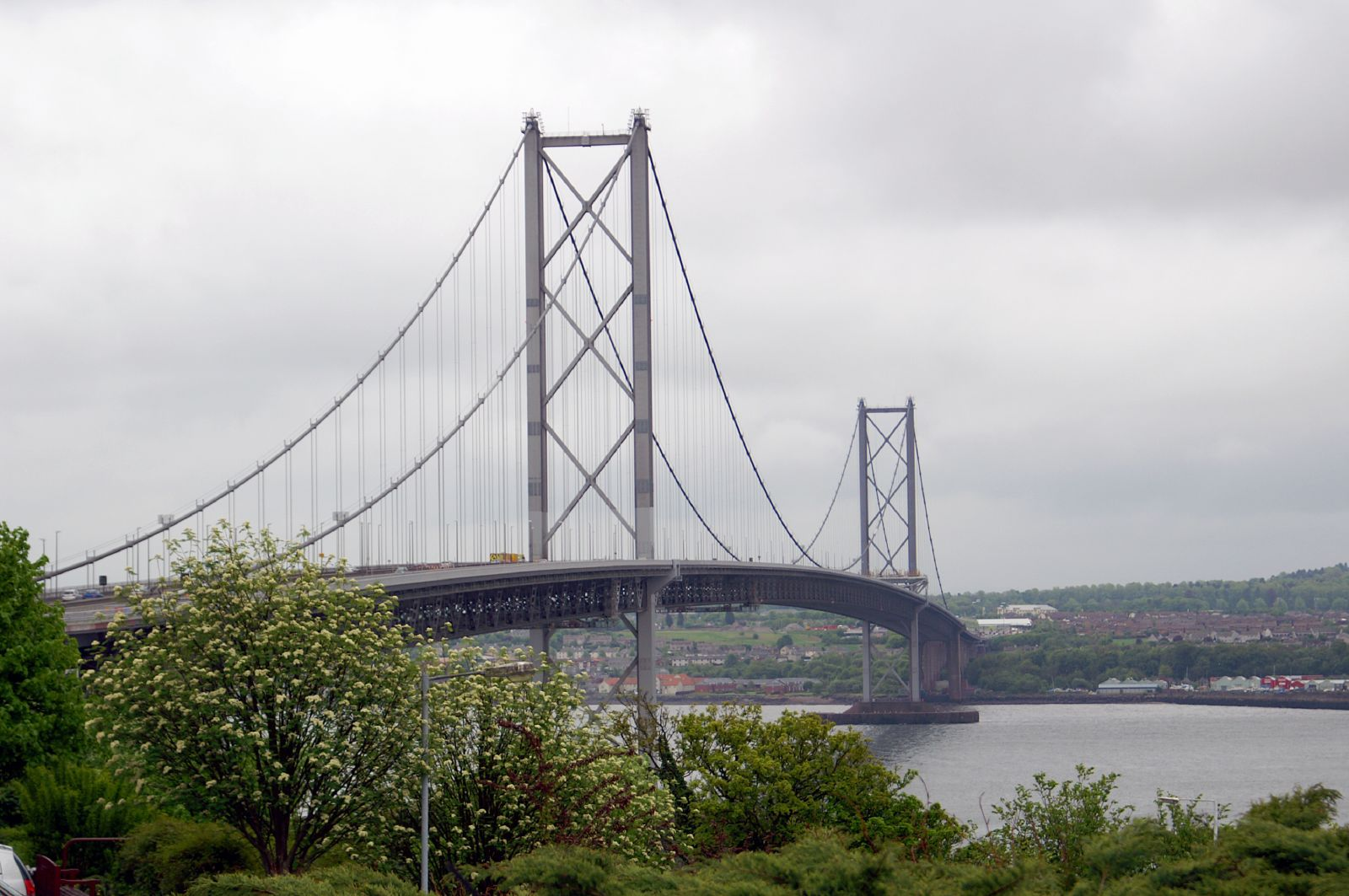
Forth Road Bridge op een heldere dag

Het nummer werd in de loop der jaren steeds verder ingekort; wellicht had Banks steeds meer twijfels over te tekst. Uiteindelijk bleef alleen het instrumentale gedeelte over. Dat deel werd dan als een prelude gespeeld op I know what I like (in your wardrobe) (op het album juist het voorgaande nummer).        
Voor degenen die ooit de Forth Road Bridge over de Firth of Forth zijn overgegaan, komt het begin van het lied bekend voor ("The path is clear, though no eyes can see"). Het kan behoorlijk spoken rond die brug. De brug heeft dan ook constant te lijden van het slechte weer en is zeer onderhoudsgevoelig.

## NPO Radio 2 Top 2000
| Nummer met noteringen in de NPO Radio 2 Top 2000 | '14  | '15  | '16 | '17 | '18 | '19 | '20 | '21 | '22 | '23 | '24 |
| ------------------------------------------------ | ---- | ---- | --- | --- | --- | --- | --- | --- | --- | --- | --- |
| Firth of Fifth                                   | 1928 | 1110 | 484 | 476 | 729 | 688 | 738 | 775 | 715 | 740 | 710 |

1. ↑  Een vetgedrukt getal geeft de hoogste notering aan.
2. ↑  2014 was het eerste jaar met een notering voor dit nummer.